# Ramesch-Knochenhöhle
Die Ramesch-Knochenhöhle (Katasternummer 1636/08a) ist eine Höhle im Toten Gebirge in Oberösterreich. Sie befindet sich am Fuße des Ramesch (Warscheneckgruppe in 1960 m ü. A.).

## Beschreibung

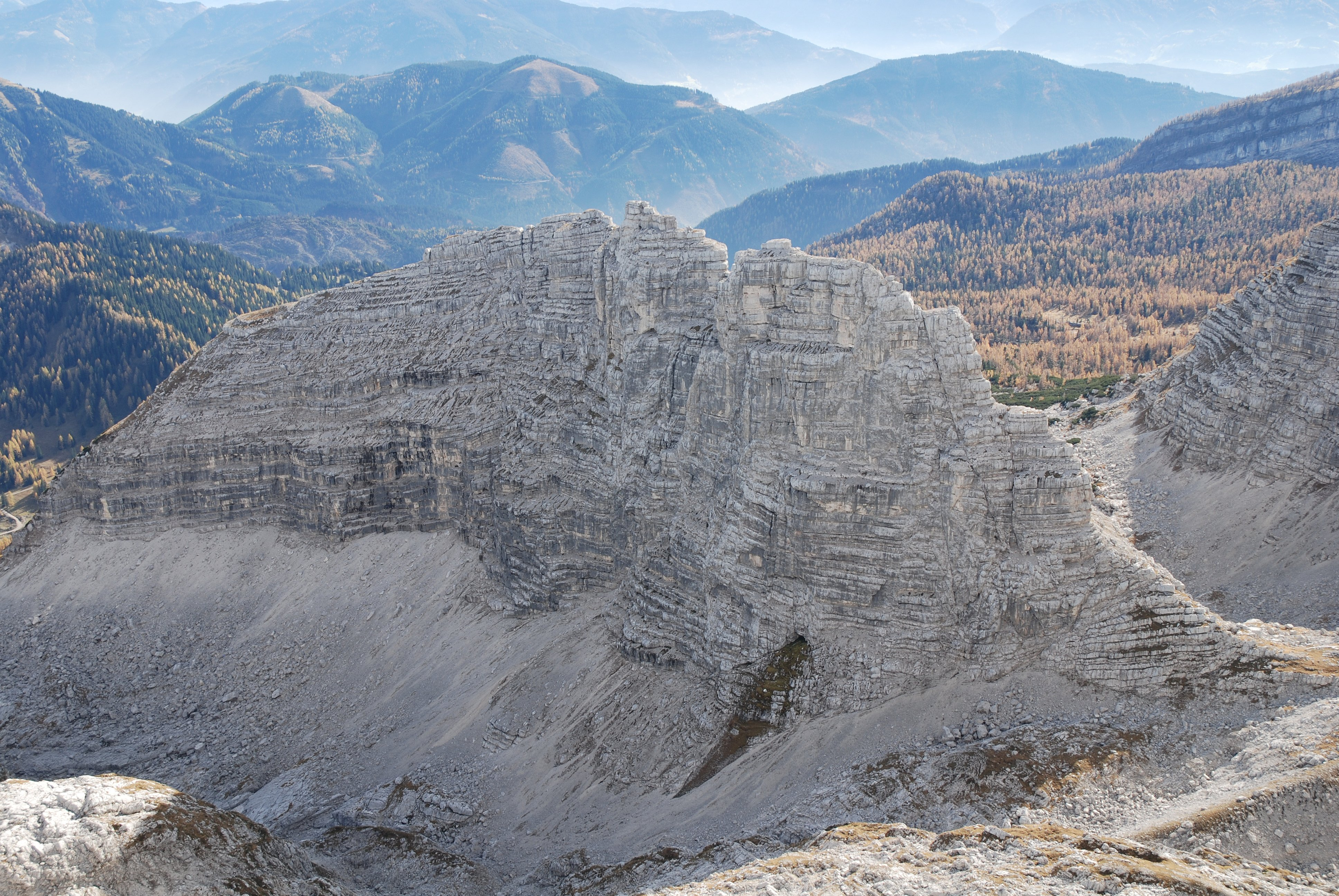
Ramesch-Nordseite mit Höhle im rechten Bilddrittel

In der Ramesch-Knochenhöhle wurden Skelettreste von Höhlenbären (Ursus spelaeus eremus: Ramesch-Bär) entdeckt, die aus der Zwischeneiszeit zwischen 65.000 und 30.000 vor heute stammen. Das Fundgut besteht zu über 99 Prozent aus Resten des Höhlenbären, der Rest stammt von Höhlenlöwe, Wolf, Alpensteinbock und von der gefleckten Schnirkelschnecke.
Zudem fand man fünf Steinwerkzeuge aus der Epoche des Moustérien, die einen zeitweisen Aufenthalt von Neandertalern in der Höhle belegen. Diese Zeit fiel in eine wärmere Klimaphase, die Menschenleben auch in Hochgebirgsregionen zuließ.
Ausgestellt sind die Funde im Österreichischen Felsbildermuseum in Spital am Pyhrn.